# Răvășel, Sibiu
Răvășel , mai demult Răvășăl, Revășel, Rovășel (în dialectul săsesc Ruesch, Rueš, Rosch, în germană Rosch, Rovasch, Rowas, Rawasd, în maghiară Rovás) este un sat în comuna Mihăileni din județul Sibiu, Transilvania, România.
Numele satului Răvășel, în limba maghiară (Rovas), a fost folosit de unii istorici maghiari care au presupus că a existat o scriere rudimentară runică (denumită Rovas) utilizată de populațiile turcice și maghiare.